# Bandera de la región de Tarapacá
La Región de Tarapacá en Chile no cuenta con una bandera oficial, sin embargo suele usarse como bandera regional la usada por el gobierno regional de Tarapacá.
Consiste en un paño blanco en cuyo centro se ubica el escudo del gobierno regional. 

## Banderas comunales
Algunas comunas de la Región de Tarapacá poseen banderas propias.

Iquique
Alto Hospicio
Colchane

## Bandera de San Lorenzo de Tarapacá

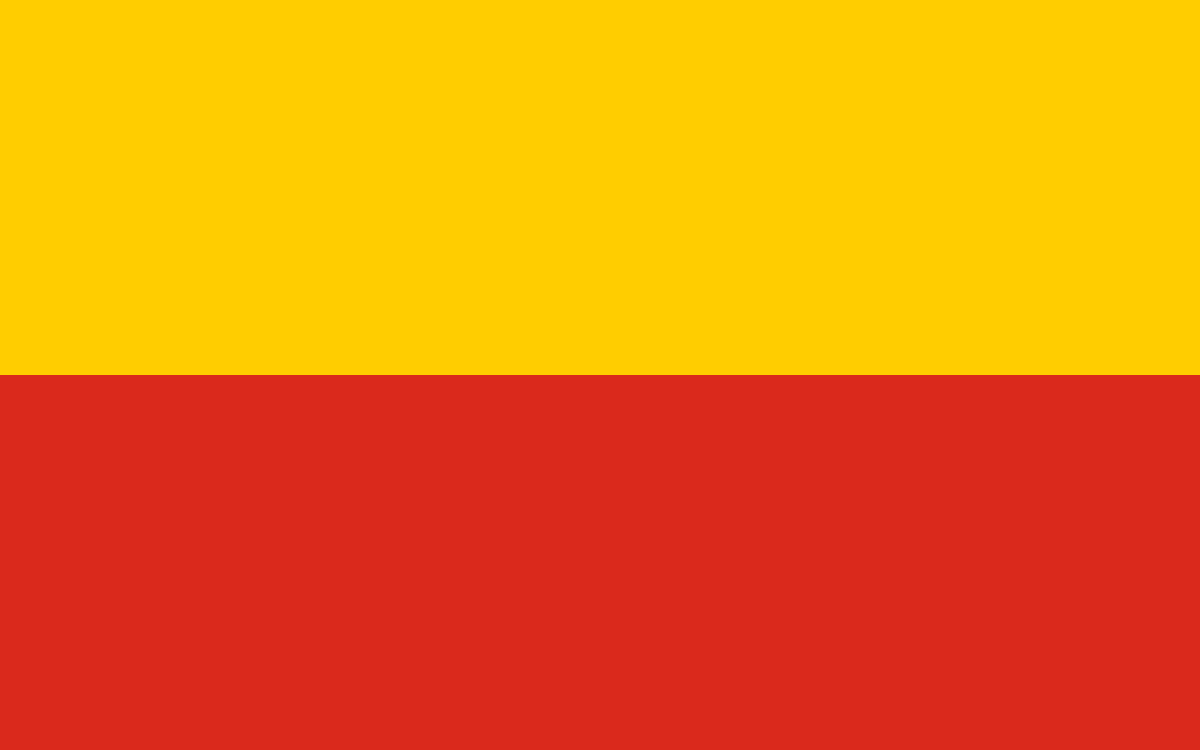
Bandera de San Lorenzo

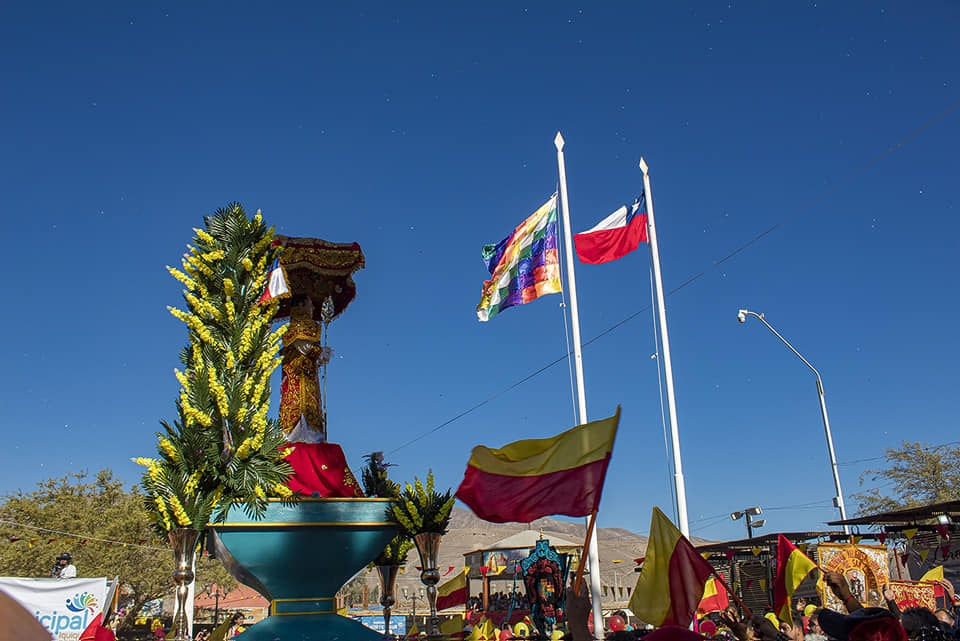
San Lorenzo de Tarapacá, 2019

Durante la celebración de la Fiesta de San Lorenzo de Tarapacá (10 de agosto) es común ver ondear banderas con los colores del Santo Patrono, en un sencillo diseño de dos franjas horizontales, siendo la superior de color amarillo y la inferior de color rojo, aunque en ocasiones puede variar tanto el orden de los colores como la posición de las franjas. 
Esta enseña ha adquirido todo un significado identitario entre los tarapaqueños, ya que también son colores que engalanan a Iquique durante la tradicional "Octava de San Lorenzo", actividad que reúne a sus devotos en la Iglesia San Lorenzo de la Reconciliación, en la calle Sotomayor del histórico puerto. 
A pesar de que esta bandera carece de oficialidad, es un símbolo visible en calles y lugares dedicados al Santo, sobre todo en sectores populares de Iquique y Alto Hospicio, ya que San Lorenzo es el patrono de los transportistas y mineros, así como de todo Tarapacá. 
Durante la gestión del gobernador regional José Miguel Carvajal, el Gobierno Regional de Tarapacá ha izado la bandera de San Lorenzo en su edificio institucional con ocasión de las fechas de su festividad.